# Vulcanul Katla
Katla este unul dintre cei mai mari vulcani din Islanda.

## Date generale
Este situat la nord de ghețarul Vík í Myrdal și la est de ghețarul mai mic Eyjafjallajökull. Vârful său ajunge la 1512 m înălțime și este parțial acoperit de către ghețarul Mýrdalsjökull. Canionul Eldgjá este parte a aceluiași sistem vulcanic. Caldera sa are 10 km în diametru și este acoperită cu 200–700 m de gheață. 
Șaisprezece erupții au fost documentate între 930 si 1918, la intervale de 40–80 de ani. Nu a izbucnit nicio erupție semnificativă de 92 de ani, deși ar fi putut exista erupții mici, care nu au rupt capacul de gheață în 1955 și 1999.
Erupția a avut pe Indexul Explozivității Vulcanice (VEI) între 4 și 6 (scala merge de la 0 la 8). În comparație erupția din 2010 a vulcanului Eyjafjallajökull a avut VEI4. Erupțiile mai mari de VEI6 sunt comparabile cu ultima erupție din 1991 a vulcanului Pinatubo.

## Erupții majore

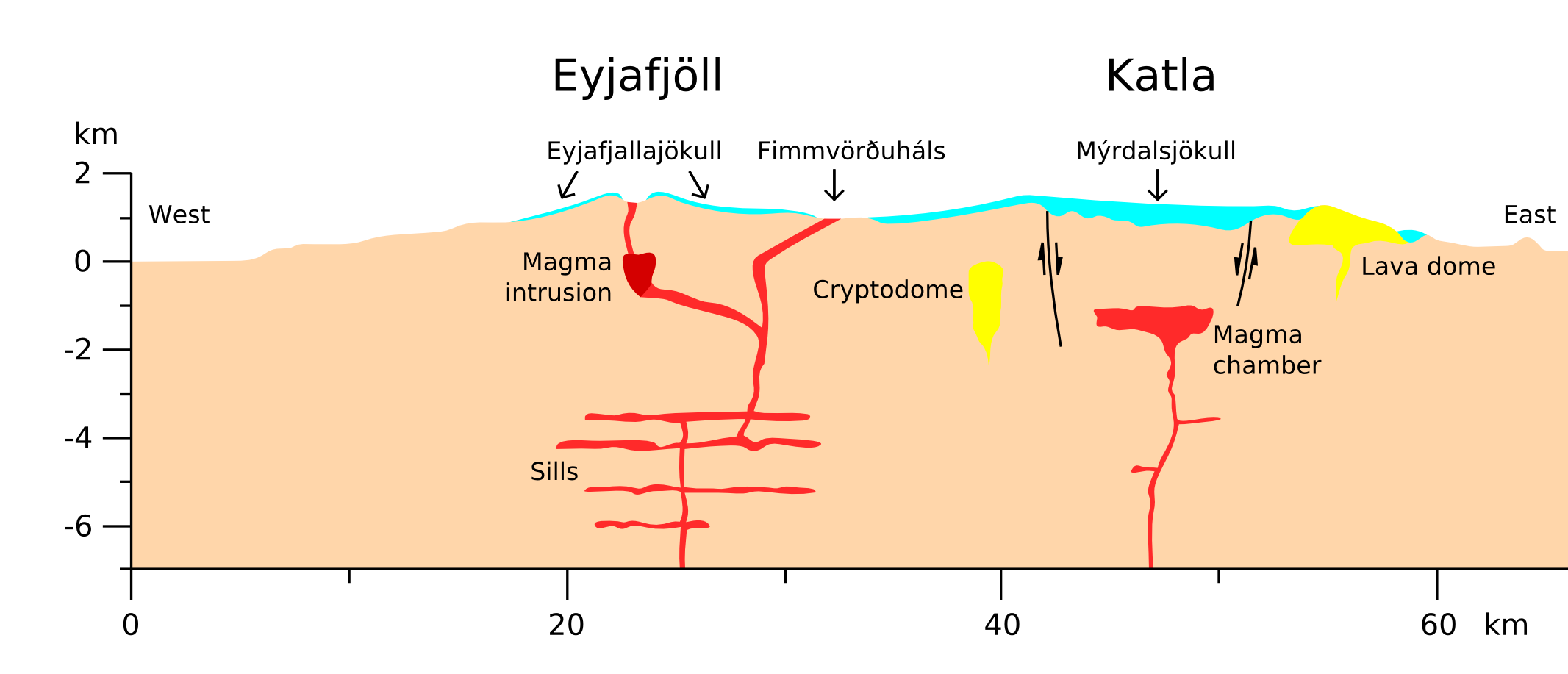
Secțiune schematică transversală de la vest la est, peste vulcanii Eyjafjallajökull și Katla. Intruziunile magmatice sunt desenate în domuri roșii, riolitice și criptodome în galben, ghețarii sunt prezentați în albastru deschis.

| - 1918 - VEI4 sau VEI5; aproximativ 0,7 kilometri cubi de materie ejectată - 1860 - VEI4 - 1823 - VEI3 - 1755 - VEI5; 1,5 km cubi de materie ejectată. Debitul torentelor a fost de 200.000–400.000 m3/s - 1721 - VEI5 | - 1660 - VEI4 - 1625 - VEI5 - 1612 - VEI4 - 1580 - VEI4 - 934 - VEI5 sau VEI6; 5 km cubi de tephra și 18 kilometri cubi de lavă |

## Activitatea din prezent
Katla a arătat semne de neliniște din 1999, și geologii au temeri că ar putea erupe în viitorul apropiat. Din martie 2010, monitorizarea a fost intensificată în urma erupțieai vulcanului vecin mai mic, Eyjafjallajökull. Erupția lui Eyjafjallajökull a creat temeri în rândul unor geofizicienii deoarece ei se tem că ar putea să se declanșeze o erupție mai mare și mai periculoasă a vulcanului Katla. În ultimii 1000 de ani, toate cele trei erupții cunoscute ale vulcanului Eyjafjallajökull au declanșat erupții ulterioare ale vulcanului Katla.

## Galerie de imagini

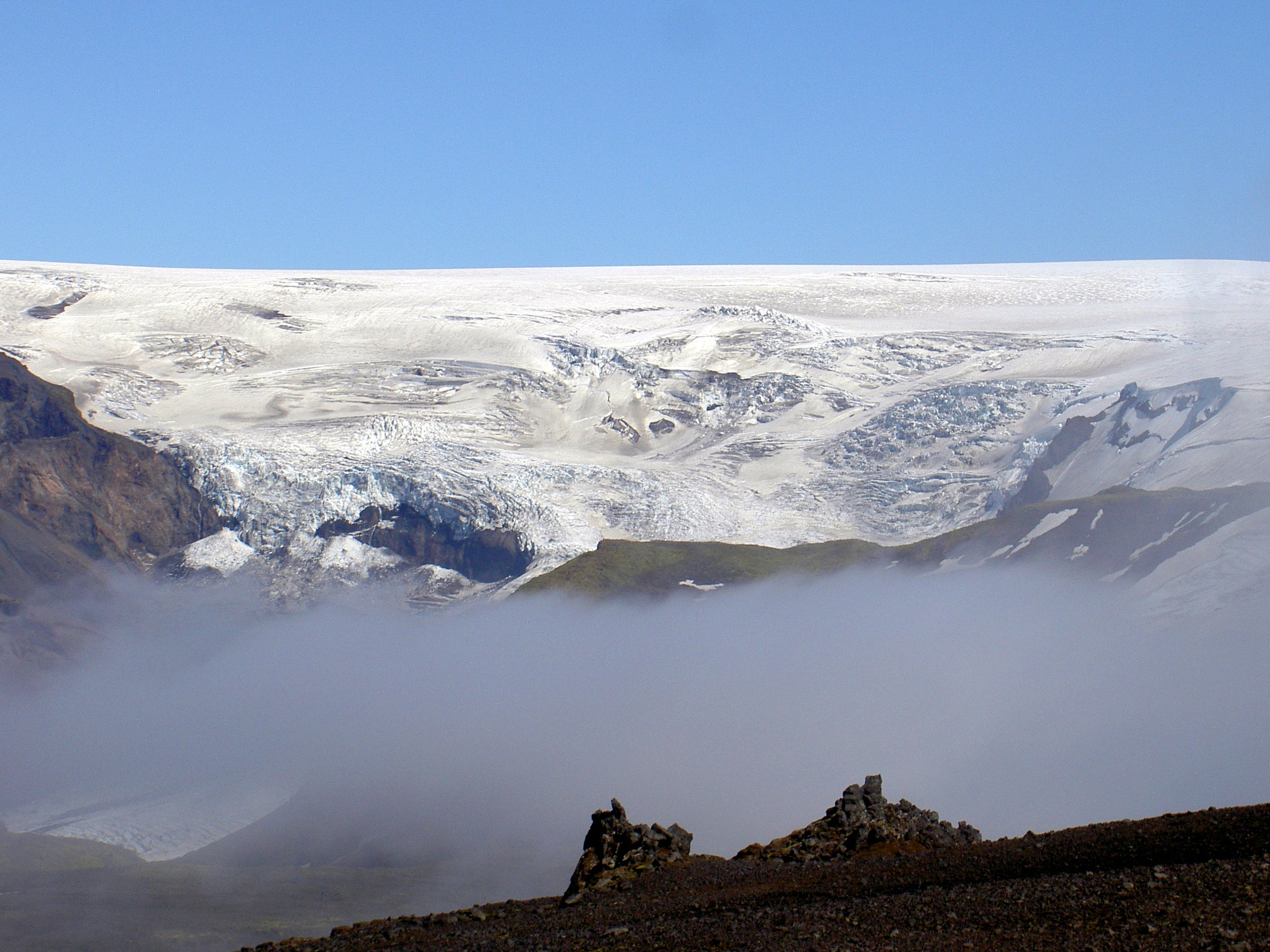
Ghețarul Mýrdalsjökull
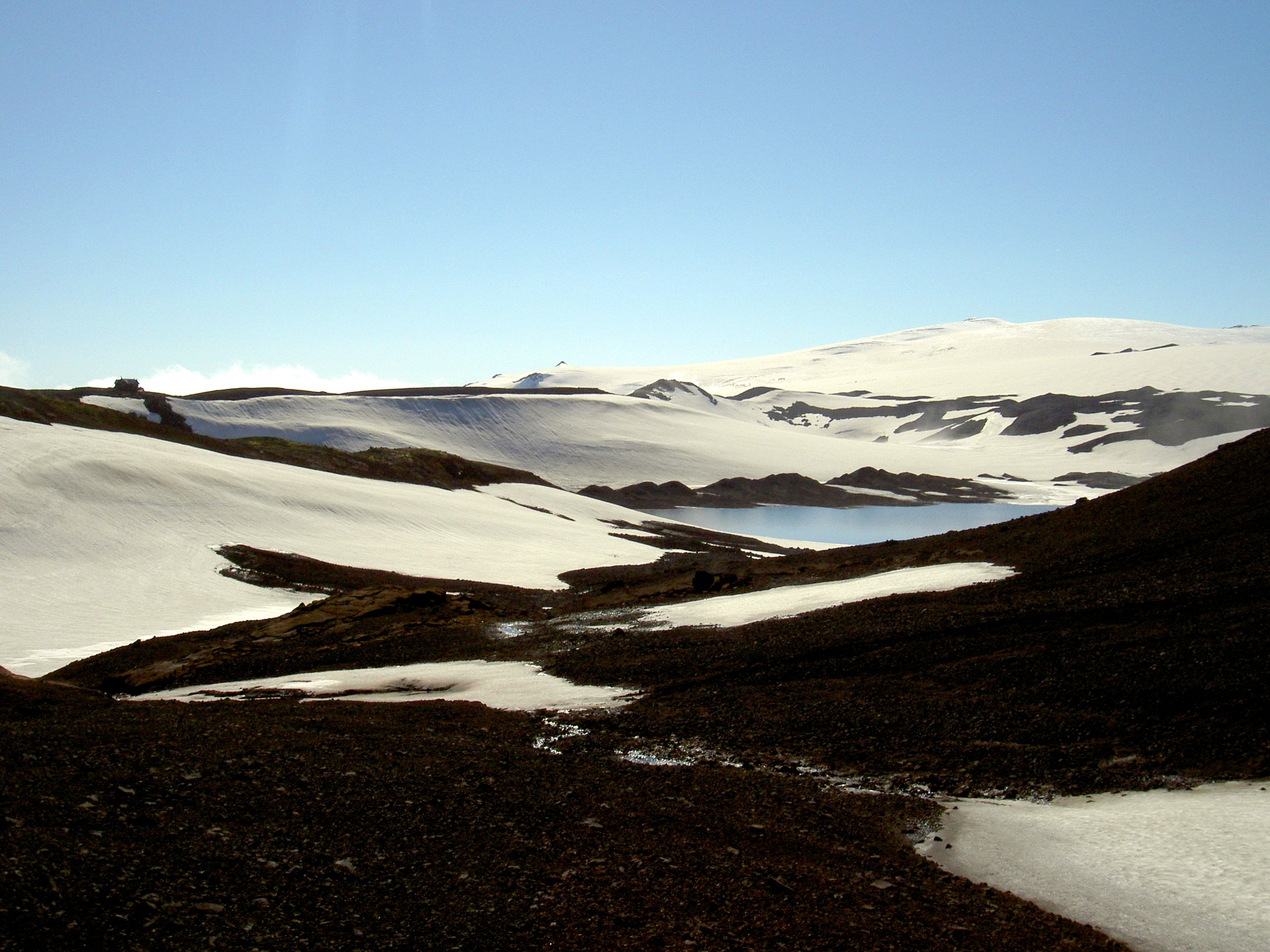
Ghețarul Mýrdalsjökull
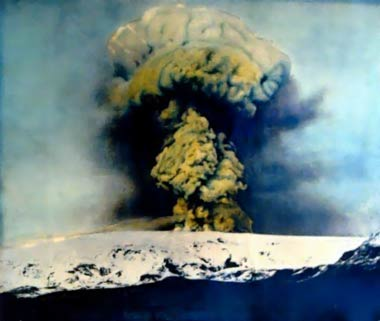
Ultima erupție a vulcanului Katla din 1918